# Рамолькогель
Рамолькоґель — гора в групі Шнальскам Ецтальських Альп.
| Гора | Це незавершена стаття про гірську вершину. Ви можете допомогти проєкту, виправивши або дописавши її. |